# Serhou Guirassy
Serhou Guirassy (Arlés, Francia, 12 de marzo de 1996) es un futbolista guineano que juega de delantero en el Borussia Dortmund de la 1. Bundesliga.

## Trayectoria
Comenzó su carrera deportiva en el Stade Lavallois, equipo en el que estuvo entre 2013 y 2015.
En 2015 fichó por el Lille O. S. C. de la Ligue 1, aunque en la segunda parte de la temporada 2015-16 estuvo cedido en el A. J. Auxerre, equipo en el que jugó 16 partidos y marcó 8 goles, lo que le llevó a fichar esa misma temporada por el F. C. Colonia, donde estuvo hasta 2019, teniendo la oportunidad de jugar en la Bundesliga alemana.
En su última temporada en el Colonia estuvo cedido en el Amiens S. C., que lo fichó para la temporada siguiente debido a su rendimiento durante la cesión.  Tras el descenso del equipo a Ligue 2, el 27 de agosto de 2020 fichó por el Stade Rennais F. C. para las siguientes cinco temporadas.
El 1 de septiembre de 2022 regresó a la Bundesliga después de ser cedido al VfB Stuttgart. El acuerdo incluía una opción de compra que fue ejercida el 31 de mayo y firmó un contrato hasta junio de 2026.
En la temporada 2023-24 marcó 28 goles, cifra que ningún otro jugador en la historia del VfB Stuttgart había alcanzado. Entonces el club no pudo retenerle y al inicio de la siguiente campaña se marchó traspasado al Borussia Dortmund.
La temporada 2024-25 de Serhou Guirassy fue fenomenal, letal frente a la portería del Borussia Dortmund, compitió por el título de máximo goleador de la Bundesliga con Harry Kane y brilló en la Liga de Campeones, compartiendo el título de máximo goleador con Raphinha del Barcelona, anotando unos increíbles 13 goles en 14 partidos, ayudando al Dortmund a alcanzar los cuartos de final.

## Selección nacional
Fue internacional sub-16, sub-19 y sub-20 con la selección de Francia. En categoría absoluta decidió representar a Guinea, debutando en un amistoso sin goles ante Sudáfrica en marzo de 2022.

## Estadísticas

### Clubes
Actualizado al último partido disputado el 5 de julio de 2025.
| Club                         | Div.          | Temporada     | Liga  | Liga  | Copas nacionales | Copas nacionales | Copas internacionales | Copas internacionales | Total | Total |
| Club                         | Div.          | Temporada     | Part. | Goles | Part.            | Goles            | Part.                 | Goles                 | Part. | Goles |
| ---------------------------- | ------------- | ------------- | ----- | ----- | ---------------- | ---------------- | --------------------- | --------------------- | ----- | ----- |
| Stade Lavallois II Francia   | 5.ª           | 2013-14       | 10    | 6     | —                | —                | ―                     | ―                     | 10    | 6     |
| Stade Lavallois II Francia   | 5.ª           | 2014-15       | 6     | 8     | —                | —                | ―                     | ―                     | 6     | 8     |
| Stade Lavallois II Francia   | Total club    | Total club    | 16    | 14    | 0                | 0                | 0                     | 0                     | 16    | 14    |
| Stade Lavallois Francia      | 2.ª           | 2013-14       | 4     | 0     | —                | —                | ―                     | ―                     | 4     | 0     |
| Stade Lavallois Francia      | 2.ª           | 2014-15       | 29    | 6     | 5                | 1                | ―                     | ―                     | 34    | 7     |
| Stade Lavallois Francia      | Total club    | Total club    | 33    | 6     | 5                | 1                | 0                     | 0                     | 38    | 7     |
| Lille O. S. C. II Francia    | 5.ª           | 2015-16       | 4     | 4     | 0                | 0                | ―                     | ―                     | 4     | 4     |
| Lille O. S. C. II Francia    | Total club    | Total club    | 4     | 4     | 0                | 0                | 0                     | 0                     | 4     | 4     |
| Lille O. S. C. Francia       | 1.ª           | 2015-16       | 8     | 0     | 1                | 1                | ―                     | ―                     | 9     | 1     |
| Lille O. S. C. Francia       | Total club    | Total club    | 8     | 0     | 1                | 1                | 0                     | 0                     | 9     | 1     |
| A. J. Auxerre Francia        | 2.ª           | 2015-16       | 16    | 8     | —                | —                | ―                     | ―                     | 16    | 8     |
| A. J. Auxerre Francia        | Total club    | Total club    | 16    | 8     | 0                | 0                | 0                     | 0                     | 16    | 8     |
| F. C. Colonia II · Alemania  | 4.ª           | 2016-17       | 4     | 2     | —                | —                | ―                     | ―                     | 4     | 2     |
| F. C. Colonia II · Alemania  | 4.ª           | 2017-18       | 1     | 0     | —                | —                | ―                     | ―                     | 1     | 0     |
| F. C. Colonia II · Alemania  | Total club    | Total club    | 5     | 2     | 0                | 0                | 0                     | 0                     | 5     | 2     |
| F. C. Colonia · Alemania     | 1.ª           | 2016-17       | 6     | 0     | 0                | 0                | ―                     | ―                     | 6     | 0     |
| F. C. Colonia · Alemania     | 1.ª           | 2017-18       | 15    | 4     | 2                | 1                | 5                     | 2                     | 22    | 7     |
| F. C. Colonia · Alemania     | 2.ª           | 2018-19       | 16    | 2     | 1                | 0                | ―                     | ―                     | 17    | 2     |
| F. C. Colonia · Alemania     | Total club    | Total club    | 37    | 6     | 3                | 1                | 5                     | 2                     | 45    | 9     |
| Amiens S. C. Francia         | 1.ª           | 2018-19       | 13    | 3     | —                | —                | ―                     | ―                     | 13    | 3     |
| Amiens S. C. Francia         | 1.ª           | 2019-20       | 23    | 9     | 1                | 0                | ―                     | ―                     | 24    | 9     |
| Amiens S. C. Francia         | 2.ª           | 2020-21       | 1     | 1     | —                | —                | ―                     | ―                     | 1     | 1     |
| Amiens S. C. Francia         | Total club    | Total club    | 37    | 13    | 1                | 0                | 0                     | 0                     | 38    | 13    |
| Stade Rennes F. C. Francia   | 1.ª           | 2020-21       | 27    | 10    | 1                | 1                | 4                     | 2                     | 32    | 13    |
| Stade Rennes F. C. Francia   | 1.ª           | 2021-22       | 37    | 9     | 2                | 0                | 9                     | 3                     | 48    | 12    |
| Stade Rennes F. C. Francia   | 1.ª           | 2022-23       | 1     | 0     | —                | —                | ―                     | ―                     | 1     | 0     |
| Stade Rennes F. C. Francia   | Total club    | Total club    | 65    | 19    | 3                | 1                | 13                    | 5                     | 81    | 25    |
| VfB Stuttgart · Alemania     | 1.ª           | 2022-23       | 24    | 12    | 4                | 2                | ―                     | ―                     | 28    | 14    |
| VfB Stuttgart · Alemania     | 1.ª           | 2023-24       | 28    | 28    | 2                | 2                | ―                     | ―                     | 30    | 30    |
| VfB Stuttgart · Alemania     | Total club    | Total club    | 52    | 40    | 6                | 4                | 0                     | 0                     | 58    | 44    |
| Borussia Dortmund · Alemania | 1.ª           | 2024-25       | 30    | 21    | 1                | 0                | 19                    | 17                    | 50    | 38    |
| Borussia Dortmund · Alemania | Total club    | Total club    | 30    | 21    | 1                | 0                | 19                    | 18                    | 50    | 38    |
| Total carrera                | Total carrera | Total carrera | 301   | 132   | 20               | 8                | 33                    | 20                    | 337   | 154   |

### Tripletes
| 1 | 20 de marzo de 2022      | Roazhon Park, Rennes        | Stade Rennes F. C. - F. C. Metz        |  | 6 - 1 | Ligue 1 2021-22                                         |
| 2 | 16 de septiembre de 2023 | Mewa Arena, Maguncia        | 1. FSV Mainz 05 - VfB Stuttgart        |  | 1 - 3 | 1. Bundesliga 2023-24                                   |
| 3 | 7 de octubre de 2023     | MHPArena, Stuttgart         | VfB Stuttgart - VfL Wolfsburgo         |  | 3 - 1 | 1. Bundesliga 2023-24                                   |
| 4 | 12 de octubre de 2024    | Alassane Ouattara, Abiyán   | Guinea - Etiopía                       |  | 4 - 1 | Clasificación para la Copa Africana de Naciones de 2025 |
| 5 | 22 de febrero de 2025    | Signal Iduna Park, Dortmund | Borussia Dortmund - F. C. Union Berlin |  | 6 - 0 | 1. Bundesliga 2024-25                                   |
| 6 | 15 de abril de 2025      | Signal Iduna Park, Dortmund | Borussia Dortmund - F. C. Barcelona    |  | 3 - 1 | Liga de Campeones de la UEFA 2024-25                    |

## Palmarés

### Distinciones individuales
| Distinción                                                    | Año  |
| ------------------------------------------------------------- | ---- |
| Máximo goleador de la Liga de Campeones de la UEFA (13 goles) | 2025 |